# Klînivka, Simferopol
Klînivka (în ucraineană Клинівка) este un sat în comuna Perove din raionul Simferopol, Republica Autonomă Crimeea, Ucraina.

## Demografie
Componența lingvistică a localității Klînivka
     Rusă (88,65%)
     Tătară crimeeană (5,67%)
     Ucraineană (3,55%)
     Greacă (1,42%)
     Alte limbi (0,71%)
Conform recensământului din 2001, majoritatea populației localității Klînivka era vorbitoare de rusă (88,65%), existând în minoritate și vorbitori de tătară crimeeană (5,67%), ucraineană (3,55%) și greacă (1,42%).